# Бухгорст
Бухгорст (нім. Buchhorst) — громада в Німеччині, розташована в землі Шлезвіг-Гольштейн. Входить до складу району Герцогство Лауенбург. Складова частина об'єднання громад Лютау.
Площа — 5,19 км2. Населення становить 141 ос. (станом на 31 грудня 2020).